# John McKenna

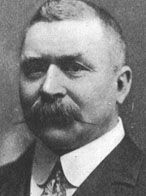

John McKenna (* 1855; † März 1936) war ein irischer Fußballfunktionär, Fußballtrainer, Unternehmer und Rugbyspieler.

## Biografie
McKenna war zusammen mit seinem Kollegen William E. Barclay der erste Trainer des FC Liverpool. Er war Millionär und war auf sportlicher Ebene ein relativ erfolgreicher Rugbyspieler. Er hatte sehr gute Beziehungen zu verschiedenen Klubbossen, ob in England oder Schottland, welche ihm große Talente Schottlands verkauften. McKenna hatte auch maßgeblichen Anteil daran, dass der FC Liverpool in die höchste englische Spielklasse aufgenommen wurde. Unter seiner Führung spielten die Reds ihr erstes Meisterschaftsspiel gegen Middlesbrough Ironopolis am 2. September 1893 und gewannen es prompt mit 2:0.